# Helmetiidae
Gli elmetiidi (Helmetiidae) sono un piccolo gruppo di artropodi, appartenenti agli aracnomorfi. Vissero nel Cambriano (520 - 500 milioni di anni fa) e i loro resti sono stati ritrovati in Nordamerica e in Asia. 

## Descrizione
Questi animali, che potevano raggiungere la lunghezza di una ventina di centimetri, possedevano un vasto carapace sottile diviso in numerosi segmenti, due lunghe antenne, un lobo anteriore e una serie di zampe simili a quelle dei trilobiti. La maggior parte delle specie possedevano scudo cefalico, torace e coda distinti, come i trilobiti. L'eccezione è costituita da Skioldia aldna, che mostra caratteristiche intermedie tra quelle dei tipici elmetiidi e forme come Saperion glumaceum.

## Classificazione
Le analisi cladistiche hanno dimostrato che gli elmetiidi erano aracnomorfi strettamente imparentati con i trilobiti, e perciò inclusi nel gruppo (forse artificiale) dei Trilobitomorpha. È probabile che gli elmetiidi rappresentassero un ramo collaterale, come anche i cosiddetti Nektaspididae (come Naraoia) e il già citato Saperion. Tra le forme più note di elmetiidi, da ricordare Helmetia (rinvenuta a Burgess Shales in Canada), Kuamaia e Skioldia (ritrovati a Maotianshan in Cina).
Un fossile descritto per la prima volta nel 2005 come Kwanyinaspis maotianshanensis, è stato in un primo tempo attribuito agli aglaspidi, ma in seguito sono state messe in evidenza le affinità con i trilobitomorfi e in particolare con gli elmetiidi. Alcune caratteristiche, però, avvicinerebbero Kwanyinaspis agli xandarellidi (in particolare a Sinoburius). Attualmente Kwanyinaspis è considerato una forma primitiva di elmetiide.